# Typ 653
Der Typ 653 (alternative Bezeichnungen: WZ653 oder Typ 84) ist ein chinesischer Bergepanzer, der auf dem Chassis des Typ 69II basiert und bei der Volksbefreiungsarmee eingesetzt wird. Er dient als fahrende Werkstatt und hat die Aufgabe, die liegengebliebenen Panzerfahrzeuge der Panzerverbände zu reparieren oder abzuschleppen.

## Entwicklungsgeschichte
Die Produktion des Typ 653 wurde 1982 beim chinesischen Rüstungskonzern Norinco aufgenommen, nachdem in den 1970er-Jahren die Serienproduktion des Kampfpanzers Typ 69 aufgenommen worden war und demnach ein adäquates Bergefahrzeug benötigt wurde. Im Jahr 1983 waren alle notwendigen Tests abgeschlossen und die Einführung in die Truppe erfolgte im Anschluss. Die erste Tranche wurde auf Basis des Typ-69II gebaut, spätere Modelle basierten auf dem Typ-79. Die Fertigung erfolgte bis in die 1990er-Jahre.
Die Mobilität und die Panzerung erlauben es, Bergungs- und Abschlepparbeiten auf dem Schlachtfeld durchzuführen. Das Fahrzeug wurde zudem mit Nachtsichtgeräten ausgestattet.

## Technik
Der Typ 653 basiert auf einem modifizierten Typ-69II- oder Typ-79-Panzerchassis. Er ist mit einem Kran, einer Winde und einem Räumschild ausgestattet. Der Schild dient primär als Abstützung bei Kranarbeiten und als Sporn bei Windenzug, in begrenztem Umfang sind Erdbewegungen möglich.
Der hydraulische Schwenkkran hat eine maximale Hakenlast von 10 Tonnen, bei der Version Typ 653A sind sogar 20 Tonnen anhebbar. Der Kran ist im Vergleich zu modernen westlichen Bergepanzern weniger leistungsstark. Ein Typ-79- oder Typ-69-Turm oder deren Antriebsaggregate sollen jedoch problemlos angehoben werden können. Das Bergefahrzeug hat zudem eine mechanische Winde mit einer maximalen Zugkraft von 687 kN. Eine Spannvorrichtung gewährleistet beim Auf- und Abrollen des Seiles eine gleichmäßige Seilspannung.
Die Bewaffnung umfasst ein auf dem Dach montiertes 12,7-mm-Maschinengewehr zur Selbstverteidigung gegen Boden- und Luftziele.

## Versionen
- Typ 653 oder WZ653: Ursprüngliche Version basierend auf einem Typ-69II mit Räumschild und Kran.[1]
- Typ 653A oder WZ653A: Verbesserte Version auf Basis eines Typ-79-Chassis, die mit einem leistungsstärkeren Kran ausgestattet ist.[1]

## Nutzer
- Volksrepublik China[4]
- Bangladesch[5]
- Irak[5]
- Iran
- Kuwait[5]

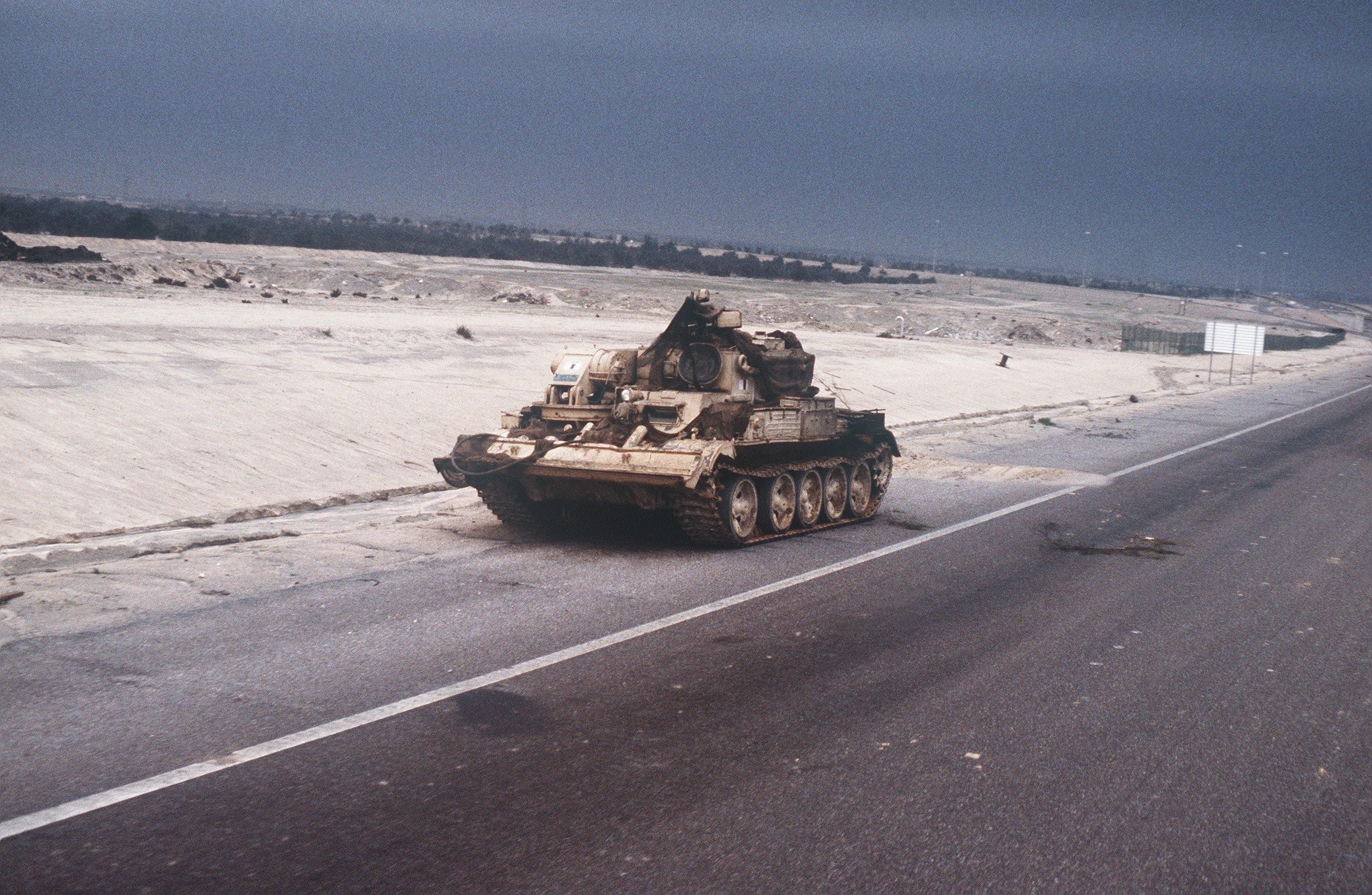
Ein verlassener irakischer Typ 653 in der Nähe von Kuwait City während Desert Storm

- Pakistan 65 Fahrzeuge zwischen 1995 und 2000 erhalten. Unter der Bezeichnung ARV W653 in die pakistanische Armee eingeführt.[6][7] Die Quellenlage lässt den Schluss zu, dass Pakistan die Lizenz zur Herstellung erhielt.[8]
- Sri Lanka[5]
- Thailand[5]